# Vänermeer
Het Vänermeer (Zweeds: Vänern) is met een oppervlakte van 5655 km² het grootste meer van Zweden en het op twee na grootste meer van Europa. Ter vergelijking, de Zuiderzee was ongeveer 5900 km² en het huidige IJsselmeer is ongeveer 1100 km².
Het Vänermeer krijgt zijn watertoevoer uit de rivier Klarälven en allerlei riviertjes vanuit de bergketens die Noorwegen en Zweden hier scheiden. Het water wordt afgevoerd via de Göta älv. Deze rivier is grotendeels gekanaliseerd en vormt daarmee een onderdeel van het Götakanaal, de waterweg tussen Göteborg en Stockholm.
Het meer is gelegen in het zuidelijke landsdeel Götaland en wordt begrensd door de landschappen Västergötland, Dalsland en Värmland.
Andere grote meren in Zweden zijn het Vättermeer en het Mälarmeer.
Enkele plaatsen aan het meer zijn Kristinehamn, Mariestad, Vänersborg, Lidköping, Åmål en Karlstad.
Aan de oever van het meer ligt ook de ruïne van het kasteel Dalaborg.
Vänermeer (5.648 km²) · Vättermeer (1.893 km²) · Mälarmeer (1.140 km²) · Hjälmarmeer (484 km²) · Storsjön (464 km²) · Siljan + Orsasjön (354 km²) · Torneträsk (330 km²) · Hornavan (220-283 km²) · Uddjaure (190-250 km²) · Bolmen (184 km²)